# Beverly Hills 90210 (sæson 3)
Sæson tre af Beverly Hills 90210, en amerikansk teenagedrama tv-serie, begyndte den 15. juli 1992. Sæsonen endte den 19. maj 1993 efter 30 episoder.
Denne sæson fokuserer på senioråret på West Beverly High School. Den tredje sæson blev vist onsdag aftener i USA og blev set i gennemsnit 18,3 millioner seere om ugen. Sæsonen blev udgivet på DVD som en otte-disk box sæt under titlen Beverly Hills 90210: den tredje sæson den 11. december 2007 af CBS DVD. 

## Oversigt over handling
Sommeren før senior år begynder med Brenda og hendes kæreste Dylan stadig er dybt forelsket, til stor ærgrelse for Brenda 's misbilligende forældre. De sender Brenda til Paris i sommer med Donna – mens halvvejs rundt om jorden har Dylan og Kelly en voksende gensidig tiltrækning og begynde at flirte. Sæsonen sætter mere fokus på de andre karakterer (udover tvillingerne).

## Episoder
| Episode i sæson | Episode i serien | Originalt episodenavn                         | Dansk episodenavn                                      | Dato for amerikansk tv-premiere | Handling | Instrueret af       | Skrevet af           |
| --------------- | ---------------- | --------------------------------------------- | ------------------------------------------------------ | ------------------------------- | --- | ------------------- | -------------------- |
| 1. afsnit       | 51. afsnit       | Misery Loves Company                          | Dårligt kærlighedsbekendskab                           | 15. juli 1992                   | Brandon vender tilbage til sit arbejde efter sommeren på Beverly Hills Beach Club og Andrea arbejder nu som børnepasningsvejleder. Brenda trodser sine forældre og ser fortsat hemmeligt Dylan. Brenda bliver fanget på fersk gerning, da Jim og Cindy løber ind i Brenda, da hun er sammen med Dylan på strandklubben. Hun løber væk og ind i Dylan's hus. | Jeffrey Melman      | Jessica Klein        |
| 2. afsnit       | 52. afsnit       | The Twins, The Trustee, and The Very Big Trip | Tvillingerne, tilsynsadministratoren, og den store tur | 22. juli 1992                   | Brenda og Dylan finder ud af, at deres boligsituation er for tæt til at det er komfortabel, men Brenda er for stædig til at indrømme, at hun er ulykkelig. Kelly beslutter sig for at blive hjemme med sin helt nye søster, i stedet for at tage til Paris. Jim beslutter at sende Brenda i stedet og lægger pres på Dylan for at opmuntre hende til at tage på den rejse. | David Carson        | Charles Rosin        |
| 3. afsnit       | 53. afsnit       | Too Little, Too Late / Paris 75001            | For lidt, for sent / Paris 75001                       | 29. juli 1992                   | Brenda og Donna prøver at tilpasse sig et liv i Paris, men Brendas franske, er ikke så godt, som hun synes det skal være. Pigerne ender med at spise noget tvivlsom mad på La Champagne. Andrea rådgiver et døvt barn, der har svært ved at tilpasse sig på sommerlejren. Dylan og Kelly flirter med hinanden, og Brandon bliver jaloux på Andreas nye kæreste. | Daniel Attias       | Karen Rosin          |
| 4. afsnit       | 54. afsnit       | Sex, Lies and Volleyball/Photo Fini           | Sex, løgne og volleyball                               | 5. august 1992                  | Donna føler sig forladt, fordi Brenda og hendes klassekammerater kan tale flydende fransk. Steve finder den perfekte partner til både romantik og volleyball. Kelly og Dylan tilbringer en eftermiddag med at babysitte Kellys søster Erin sammen. David møder en ung pige, som udtrykker interesse for både hans musik og ham. | Jeffrey Melman      | Kenneth Biller       |
| 5. afsnit       | 55. afsnit       | Shooting Star/American in Paris               | Shooting Star / Amerikaner i Paris                     | 12. august 1992                 | Kelly og Dylan tilbringer en romantisk eftermiddag på jetski i bølgerne på Paradise Cove. Brenda udvikler et crush på en ung amerikaner ved navn Rick, som ved en fejl tror hun er indfødt parisisk. Brandon forsøger at hjælpe en hjemløs dyrlæge. David hyrer Steve til at styre sin musik karriere, og Andrea bliver hysterisk, da Cameron, hendes døve sommerferiebarn, forsvinder. | Daniel Attias       | Jessica Klein        |
| 6. afsnit       | 56. afsnit       | Castles in the Sand                           | Sandslotte                                             | 19. august 1992                 | Brenda og Donna er tilbage fra Paris og bliver budt velkommen hjem med en stor fest. Brandon bliver mere og mere irriteret på Brookes konstante racistiske kommentarer og deres forhold lider. Steve overtaler strandklubben til at give David en chance for at vise sine musikalske talenter over for Beverly Hills' elite. Kelly og Dylan beslutter ikke at fortælle Brenda om deres sommer. | Paul Lazarus        | Ann Donahue          |
| 7. afsnit       | 57. afsnit       | A Song of Myself                              | En sang for mig selv                                   | 9. september 1992               | Da Brandon beslutter at forlade bladet, får Andrea hjælp af deres nye engelsklærer til at ændre hans mening. Davids sommerflirt indskrives på West Beverly, men hendes øjne er nu fast indstillet på Brandon. Kelly er deprimeret forårsaget af hendes ensomhed og også på grund af Dylan og Brenda forhold. | Jeffrey Melman      | Kenneth Biller       |
| 8. afsnit       | 58. afsnit       | The Back Story                                | Bagside historien                                      | 16. september 1992              | Beth Nielson, fra tabloid tv-show Bagside Historien er i byen, og ved hjælp af Brenda laver hun en dokumentarfilm om West Beverly High. En naiv Brenda indvilliger i at blive interviewet, hvor showet vrider hendes ord og tage dem ud af kontekst. Steve bliver tilbudt en nøgle til skolen, hvilket vil give ham uhindret adgang til skolens computere. | Bradley M. Gross    | Karen Rosin          |
| 9. afsnit       | 59. afsnit       | Highwire                                      | Highwire                                               | 1. oktober 1992                 | Med dimensionen i horisonten, er teenagere på West Beverly stressede over hvor de skal gå på college. Da Jim og Cindy meddeler, at kun den ene tvilling kan komme på college udenfor staten, fører det til kampe mellem tvillingerne. Steve tænker på at bruge nøglen, og Brenda føler at Dylan glider væk. | Bethany Rooney      | Star Frohman         |
| 10. afsnit      | 60. afsnit       | Home and Away                                 | Hjemmebane og udebane                                  | 7. oktober 1992                 | Da to elever fra en rivaliserende skole Shaw High bliver skudt til døde af bandemedlemmer under en fodboldkamp, beslutter West Beverly sig for at aflyse deres egen kamp mod Shaws hold. Brandon møder en journalist fra Shaws skoleblad, og de to journalister beslutter at bruge magt i pressen for at sætte en stopper for volden. Kelly håber at se sin far igen. Sue Scanlon begynder at vise interesse for David, som irriterer Donna og behager David. Dylan og Kelly går til bal sammen.         | Jack Bender         | Chip Johannessen     |
| 11. afsnit      | 61. afsnit       | A Presumption of Innocence                    | En formodning af uskyld                                | 21. oktober 1992                | Sue Scanlon beskylder Gil Meyers for seksuelle forseelser, hvilket fører til hans suspension. Andrea tilbyder sin støtte til den misforståede teenager og finder ud af, at der er mere til historien end Sue fortæller. Efter surfing i forurenede farvande, får Dylan en infektion og ønsker om at hjælpe med at rense op i bugten. | Bethany Rooney      | Karen Rosin          |
| 12. afsnit      | 62. afsnit       | Destiny Rides Again                           | Skæbnen bliver igen forstyrret                         | 4. november 1992                | Under en tur til en videobutik, løber Brenda ind i Rick, hendes affære fra Paris. Hun går ud med Rick bag Dylans ryg, men bliver forarget, da Dylan afslører for hende, at han havde sin egen sommerflirt. Tragedien rammer bogstaveligt talt Andrea, da hun bliver alvorligt kvæstet i en ulykke. David og Donna overvejer at sove sammen. Steve sætter sin uddannelse i fare, da han beslutter sig for at bruge nøglen til skolen.                                                                     | Christopher Hibler  | Jessica Klein        |
| 13. afsnit      | 63. afsnit       | Rebel With a Cause                            | Rebel med en begrundelse                               | 11. november 1992               | Brenda forsikrer Dylan, at han er fri til at date hvem han vil, men da hun og Rick løbe ind i ham og Kelly, skifter Brenda mening. Steve og Herbert bliver bange da politiet dukker op på West Beverly High, for at efterforske deres kriminalitet. I mellemtiden er Andrea udskrevet fra sygehuset, og bruger kørestol. | Daniel Attias       | Star Frohman         |
| 14. afsnit      | 64. afsnit       | Wild Horses                                   | Vilde heste                                            | 18. november 1992               | Da Dylan ikke kan håndtere al den drama derhjemme, rammer han vejen og møder en smuk ranchejer, hvis frisindet liv er meget tiltalende for ham. Undersøgelsen omkring computereindbrudet fortsætter, og Steve lægger pres på Herbert for at tage ansvaret. Kelly og Brenda er i en kamp for Dylan. | Bobby Roth          | Kenneth Biller       |
| 15. afsnit      | 65. afsnit       | The Kindness of Strangers                     | Venlighed over for fremmede                            | 25. november 1992               | Brandon møder Jack Canner, en hjemløse, han mødte i løbet af sommeren, og opfordrer ham til at slutte sig til sin familie til thanksgiving. Steves mor kæmper for ham i skolen, og arbejder for at få sin udvisning revurderet. Dylan vender tilbage til Beverly Hills og hilser både Brenda og Kelly med kys. | Richard Lang        | Jessica Klein        |
| 16. afsnit      | 66. afsnit       | It's a Totally Happening Life                 |                                                        | 16. december 1992               | To skytsengle, Clarence og Miriam, våger over banden og beskytter dem mod en bus der nedbryder, der truer med at dræbe dem alle. Andrea er accepteret på Yale, Cindy fanger Brandon og Nikki i sengen, og Dylan skal til at vælge mellem Brenda og Kelly. | Richard Lang        | Charles Rosin        |
| 17. afsnit      | 67. afsnit       | The Game Is Chicken                           | Spillet for kyllinger                                  | 6. januar 1993                  | Brenda og Kelly skal på dobbeltdate med to Princeton mænd, blot for at opdage, at deres alder ikke er hvad Branda og Kelly drømmer om. | Jack Bender         | Darren Star          |
| 18. afsnit      | 68. afsnit       | Midlife...Now What                            | Lever...hvad nu?                                       | 13. januar 1993                 | Pigerne på West Beverly High tager til en Montecito Spa i weekenden, for at få lidt forkælelse. Jackie og Cindy er også med, og begge kvinder frygter, at deres ægtemænd ikke kan blive tro mod dem. Kelly er bekymret over, at hendes mors usikkerhed kan føre hende tilbage til narkotika. Dylans romantiske problemer synes ligegyldigt, da han erfarer at hans far bliver løsladt fra fængslet. | Robert Becker       | Lana Freistat Melman |
| 19. afsnit      | 69. afsnit       | Back in the High Life Again                   | Tilbage til High School igen                           | 27. januar 1993                 | Jack McKay beslutter sig for at holde en fest på Bel Age hotellet for at fejre hans løsladelse fra fængslet. Dylan inviterer både Brenda og Kelly, der i sidste ende vælger Kelly frem for Brenda. Mel og Jackies ægteskab smuldrer. Derfor er David bange for, at han vil ikke længere vil se sin sin lillesøster. Brandon interesse i spil tager en farlig drejning. Dylan og Kelly pådrager sig Brendas vrede, da de fortæller hende om deres sommeraffære, og hun skærer dem begge ud af hendes liv. | Bill D'Elia         | Jessica Klein        |
| 20. afsnit      | 70. afsnit       | Parental Guidance Recommended                 | Forældrenes vejledning anbefales                       | 3. februar 1993                 | Brandon nyder det vilde liv, hvor han fortsætter med at lave store satsninger. Brenda er deprimeret over at miste både Dylan og Kelly. David bliver tilbudt en aftale med Ikon Records, men kun hvis han fyrer Steve. | Gwen Arner          | Darren Star          |
| 21. afsnit      | 71. afsnit       | Dead End                                      | Blindgyde                                              | 10. februar 1993                | Jack og Dylan begynder et nyt liv sammen. På overfladen synes alt perfekt, men Jack har nogle farlige fjender. Brandons ubetalte gambling gæld fører til nogle skræmmende trusler fra sin bookmaker. Andrea og Jordan går på en date. Dylan og Kelly fuldendte deres forhold. Brenda og Donna tager et selvforsvarskursus. | Jeffrey Melman      | Star Frohman         |
| 22. afsnit      | 72. afsnit       | The Child Is Father to the Man                | Barnet er far til manden                               | 17. februar 1993                | I kølvandet på sin fars død, tager Dylan fat på sine personlige dæmoner i forsøget på at undvige journalisterne på hans græsplæne. Kelly bliver ubehageligt til mode, da Brenda inviterer Dylan til at bo hos sin familie. David udskyder en optagelse session for at deltage i Jack McKays begravelse og ankommer lige i tide til at finde Dylan ved at tage en drink. Brandons ludomani kommer helt ud af kontrol.                                                                                     | James Whitmore, Jr. | Charles Rosin        |
| 23. afsnit      | 73. afsnit       | Duke's Bad Boy                                | Dukes dårlige drenge                                   | 3. marts 1993                   | Brandons gamblinggæld hober sig op, og hans bookmaker bliver utålmodig. Han går til det ekstreme for at betale sin regning, og hans desperation fører til vold. Kelly mener, at Dylan er at glide væk fra hende, og hendes usikkerhed fører til en usund besættelse med hendes udseende. Andrea overbeviser Dylan om at skrive om sine erfaringer ned omkring tab. | Robert Becker       | Jessica Klein        |
| 24. afsnit      | 74. afsnit       | Perfectly Perfect                             | Perfekt, perfekt                                       | 24. marts 1993                  | Kellys besættelse med hendes vægt fører til en afhængighed af piller, der sætter hendes helbred i overhængende fare. Hendes venner planlægger et surprise party til hendes 18 års fødselsdag, men pillerne gøre hende så paranoid, at hun tror alle er imod hende.Brandon og Steve konkurrere på en tv-dating show for at få en date med den smukke Celeste Lundy. | Bethany Rooney      | Gillian Horvath      |
| 25. afsnit      | 75. afsnit       | Senior Poll                                   | Meningsmåling for Senior                               | 7. april 1993                   | Senior-kåringer bliver tildelt på West Beverly og det meste af banden vinder en præmie. Kelly vinder som den smukkeste, men i stedet for at give hende en tiltrængt selvtillid boost, for prisen hende til at tro, at alle andre dømmer hende alene på hendes udseende. | Christopher Hibler  | Darren Star          |
| 26. afsnit      | 76. afsnit       | She Came in Through the Bathroom Window       | Hun kom ind gennem badeværelsesvinduet                 | 21. april 1993                  | Pigerne og David beslutter at bruge dagen på Magic Mountain. Hvad der skulle have været en sjov dag bliver til et mareridt, da Kellys pung bliver stjålet, og Donna bliver overfaldet. | Jason Priestley     | Ken Stringer         |
| 27. afsnit      | 77. afsnit       | A Night to Remember                           | En nat at huske                                        | 28. april 1993                  | De studerende på West Beverly er forfærdet over at erfare, at skolebestyrelsen har lavet en foranstaltning, der vil forhinde enhver studerende fundet beruset til prom, at gå til eksamen. Mel Silver serverer champagne på en pre-prom indsamling, som efterlader Donna sårbare over for dens virkninger. | Richard Lang        | Jessica Klein        |
| 28. afsnit      | 78. afsnit       | Something in the Air                          | Noget i luften                                         | 12. maj 1993                    | Donna skal deltage i en disciplinærhøring om hendes aktivitet på Prom Night. Hendes egen mor nægter at stå ved hende, men Brandon og de andre går til kamp for deres ven. På Gil Meyers forslag, planlægger de en demonstration foran skolebestyrelsen. | James Whitmore, Jr. | Jessica Klein        |
| 29.-30. afsnit  | 79.-80. afsnit   | Something in the Air                          | Ikrafttrædelse                                         | 19. maj 1993 (begge afsnit)     | Brandon er trist, da Brenda meddeler hendes beslutning om at gå på University of Minnesota. Fru Teasley finder ud af om Steves anonym donation. Banden tager et kig tilbage på de sidste tre år af deres liv. | Daniel Attias       | Charles Rosin        |

## Skuespillere fra sæson 3

### Medvirkende
| Skuespiller        | Rolle            |
| ------------------ | ---------------- |
| Jason Priestly     | Brandon Walsh    |
| Shannen Doherty    | Brenda Walsh     |
| Jennie Garth       | Kelly Taylor     |
| Ian Ziering        | Steve Sanders    |
| Gabrielle Carteris | Andrea Zuckerman |
| Luke Perry         | Dylan McKay      |
| Brian Austin Green | David Silver     |
| Tori Spelling      | Donna Martin     |
| Carol Potter       | Cindy Walsh      |
| James Eckhouse     | Jim Walsh        |

### Tilbagevendende medvirkende
| Skuespiller   | Rolle         |
| ------------- | ------------- |
| Joe E. Tata   | Nat Bussichio |
| Ann Gillespie | Jackie Taylor |
| Dana Barron   | Nikki Witt    |